# 芒德普雷里鎮區 (愛荷華州傑斯帕縣)
芒德普雷里鎮區（英語：Mound Prairie Township）是位於美國愛荷華州傑斯帕縣的一個行政鎮區。

## 地方資料
根據2010年美國人口普查的數據，芒德普雷里鎮區的面積為91.70平方千米，當中陸地面積為91.15平方千米，而水域面積為0.55平方千米。當地共有人口626人，而人口密度為每平方千米6.83人。